# San Isidro del Salto
San Isidro del Salto är en ort i Mexiko.   Den ligger i kommunen Jerez och delstaten Zacatecas, i den centrala delen av landet, 500 km nordväst om huvudstaden Mexico City. San Isidro del Salto ligger 2 166 meter över havet och antalet invånare är 239.
Terrängen runt San Isidro del Salto är platt söderut, men norrut är den kuperad. Runt San Isidro del Salto är det tätbefolkat, med 286 invånare per kvadratkilometer. Närmaste större samhälle är Jerez de García Salinas, 17,6 km väster om San Isidro del Salto. Trakten runt San Isidro del Salto består i huvudsak av gräsmarker.